# Hopeless Romantic (Michelle Branch)
Hopeless Romantic è il terzo album in studio della cantautrice statunitense Michelle Branch, pubblicato nel 2017.

## Tracce
1. Best You Ever – 3:39
2. You're Good – 3:10
3. Fault Line – 3:55
4. Heartbreak Now – 4:12
5. Hopeless Romantic – 3:30
6. Living a Lie – 3:34
7. Knock Yourself Out – 4:04
8. Temporary Feeling – 3:34
9. Carry Me Home – 3:26
10. Not a Love Song – 3:30
11. Last Night – 3:41
12. Bad Side – 3:57
13. Shadow – 3:34
14. City – 4:35